# زكرياء عبوب
زكرياء عبوب لاعب كرة قدم مغربي من مواليد 3 يونيو 1980 ب الدار البيضاء، لعب لعدة أندية مغربية وخارجية وللمنتخب المغربي، اعتزل اللعب سنة 2010

## مسيرته الدولية
شارك لأول مرة مع المنتخب المغربي في مباراة ودية مع المنتخب التونسي بتاريخ 7 فبراير 2007، كما أنه لعب مع المنتخب المغربي لأقل من 23 سنة ب أولمبياد سيدني.

## روابط خارجية
- زكرياء عبوب على موقع الاتحاد الدولي (مؤرشف)  (الإنجليزية)
- زكرياء عبوب على موقع رابطة كرة القدم الفرنسية للمحترفين (الإنجليزية)
- زكرياء عبوب على موقع قاعدة بيانات كرة القدم.إي يو (الإنجليزية)
- زكرياء عبوب على موقع ناشيونال فوتبول تيمز (الإنجليزية)
- زكرياء عبوب على موقع أوليمبيديا (الإنجليزية)